# Orosz női vízilabda-válogatott
Az orosz női vízilabda-válogatott Oroszország nemzeti csapata, amelyet az Orosz Vízilabda Szövetség.
Az orosz válogatott a Szovjetunió felbomlását követően szerepel a vízilabda világversenyeken. A válogatott háromszoros Európa-bajnok. Bronzérmet szereztek a 2000-es sydney olimpián. Világbajnokságon háromszor végeztek a harmadik helyen.

## Eredmények

### Olimpiai játékok
- 2000 –  Bronz
- 2004 – 5. hely
- 2008 – 7. hely
- 2012 – 6. hely
- 2016 —  Bronz
- 2020 — 4. hely

### Világbajnokság
- 1994 – 7. hely
- 1998 – 4. hely
- 2001 – 6. hely
- 2003 –  Bronz
- 2005 – 4. hely
- 2007 –  Bronz
- 2009 –  Bronz
- 2011 –  Bronz
- 2013 – 4. hely
- 2015 – 8. hely
- 2017 –  Bronz
- 2019 – 5. hely
- 2022 – kizárták

### Európa-bajnokság
- 1985 – 1991: A Szovjetunió részeként szerepelt.
- 1993 –  Ezüst
- 1995 – 6. hely
- 1997 –  Ezüst
- 1999 –  Bronz
- 2001 –  Bronz
- 2003 –  Bronz
- 2006 –  Arany
- 2008 –  Arany
- 2010 –  Arany
- 2012 – 4. hely
- 2014 – 5. hely
- 2016 – 6. hely
- 2018 – 5. hely
- 2020 –  Ezüst